# Totpunkt
Von einem Totpunkt spricht man in der Mechanik, wenn bei einem ebenen Hebelmechanismus die verbindenden Gelenke und die einwirkenden Kraftvektoren auf einer gemeinsamen Geraden liegen.
Dabei wird die zugeführte Kraft nur auf den Haltepunkt des Mechanismus übertragen, eine Bewegung der Hebel ist ohne äußere Einwirkung nicht möglich. Erst eine Kraft quer zur Hauptachse dieses Mechanismus ändert diesen Zustand.
Wichtig ist diese Stellung bei der Konstruktion und dem Einsatz von Dreh- und Schubgelenkgetrieben. Das Erreichen eines Totpunktes ist dabei unerwünscht oder wird geduldet. Es gibt aber auch Anwendungen (zum Beispiel Kniehebel), die den Totpunkt ausnutzen.

## Kurbeltrieb
Die Totpunktlage eines Kurbeltriebes ist dann gegeben, wenn die 3 Drehachsen von Kurbelwellenachse und Pleuellagerachse (Treibstange, Pleuel) und Kolbenbolzen- bzw. Kreuzkopfachse in einer Ebene liegen. Man unterscheidet zwischen oberem Totpunkt (OT), wo die Treibstange (Kolben, Kreuzkopf) die größte Entfernung von der Kurbelwelle hat und dem unteren Totpunkt (UT), wo die Treibstange die geringste Entfernung von der Kurbelwelle hat. Da die Treibstangenkraft an diesen Positionen vollständig, und ohne seitliche Komponenten zu entwickeln, von den Achslagern aufgenommen wird, kann der Kurbeltrieb aus beiden Lagen heraus nicht ohne Hilfe anfahren.

### Verbrennungsmotor
Als Totpunkte bezeichnet man die Stellungen der Kurbelwelle eines Verbrennungsmotors, in denen der Kolben keine Bewegung mehr in axialer Richtung ausführt.
Die Lage der Totpunkte wird durch die Geometrie von Kurbelwelle, Pleuel und Kolben eindeutig bestimmt.
Bei Viertaktmotoren unterscheidet man zusätzlich zwischen dem Ladungswechsel-OT (LWOT, zwischen Ausstoß- und Ansaugtakt) und dem Zünd-OT (ZOT, zwischen Kompressions- und Arbeitstakt).
Der obere Totpunkt dient als Referenz für die Kurbelwellenlage. Der Zündzeitpunkt bei Ottomotoren und der Einspritzbeginn bei Dieselmotoren wird in Grad vor OT angegeben.
Beim Kreiskolbenmotor sind mit Totpunktlagen die Stellungen des Kreiskolbens gemeint, bei denen das Kammervolumen minimal beziehungsweise maximal ist. Bei Läuferstellung 30° (entspricht Exzenterwinkel 90°) stellt sich das kleinste Kammervolumen (OT), bei Läuferstellung 60° (entspricht Exzenterwinkel 180°) das größte Kammervolumen ein (UT).

## Elektromotor mit Doppel-T-Anker
Befindet sich der Rotor (Doppel-T-Anker) eines Elektromotors genau zwischen Nord- und Südpol des Stators, sorgt der Kommutator dafür, dass in diesem Moment kein Strom durch die Spule des Rotors fließt. Aus dieser Position läuft ein solcher Motor nicht an. Der Schwung aus einer vorhergehenden Rotationsbewegung sorgt dafür, dass dieser Totpunkt überwunden wird.

## Totpunktfeder

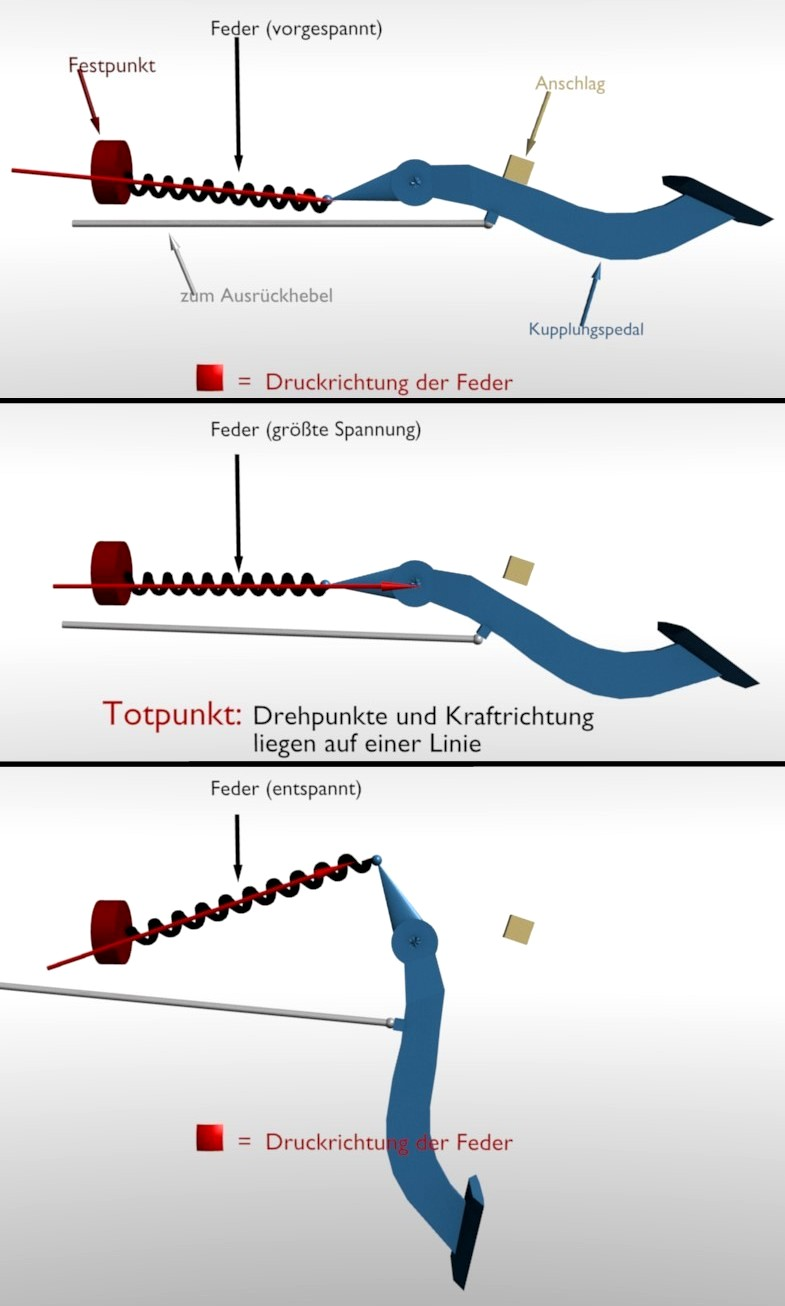
Totpunktfeder als Kupplungshilfe

Eine einfache Form der Ausnutzung eines Totpunktes stellt die Totpunktfeder, auch Übertotpunktfeder genannt, dar. An einem Hebel ist eine vorgespannte Feder in leicht versetzter Stellung zum Drehpunkt angebracht. Wird beim Bewegen des Hebels der Totpunkt überwunden, entspannt sich die Feder in Betätigungsrichtung. Somit ist die benötigte Kraft zum Bedienen am Anfang des Hebelweges am größten und wird dann kleiner. Diese Technik wird vielfach verwendet zum Beispiel als Kupplungshilfe, als Öffnungshilfe für Türen (Kfz-Heckklappe, Spülmaschinentür) oder in elektrischen Schaltern (Kippschalter).

## Anhänger
Beim Rückwärtsfahren mit einem Anhänger wird der Totpunkt ausgenutzt. Der Fahrer des Zugfahrzeugs muss im Bereich des Totpunktes manövrieren, um gerade rückwärts fahren zu können. Lenkt er zu weit davon weg, knickt der Hängerzug ein und fährt um die Kurve.